# تنریو-کو
منطقه تنریو (به لاتین: Tenryū Ward) یک منطقهٔ مسکونی در ژاپن است که در هاماماتسو واقع شده‌است. منطقه تنریو ۹۴۴ کیلومترمربع مساحت و ۳۴٬۸۸۸ نفر جمعیت دارد.